# Овчинникова, Нина Афанасьевна
Ни́на Афана́сьевна Овчи́нникова (1930—1991) — доярка, Герой Социалистического Труда (1971).

## Биография
Нина Овчинникова родилась 23 февраля 1930 года в деревне Кархи Окончила семилетнюю школу, после чего работала в колхозе.
С 1958 года работала дояркой в колхозе имени Радищева. Добилась высоких надоев от закреплённых за ней коров, быстро войдя в число лучших доярок района.
Указом Президиума Верховного Совета СССР от 8 апреля 1971 года за «выдающиеся успехи, достигнутые в развитии сельскохозяйственного производства, выполнении заданий пятилетнего плана продажи государству продуктов животноводства» Нина Овчинникова была удостоена высокого звания Героя Социалистического Труда с вручением ордена Ленина и медали «Серп и Молот».
В 1985 году Овчинникова вышла на пенсию. Проживала в селе Никольском Гагаринского района, умерла 20 февраля 1991 года, похоронена в Никольском.
Была награждена двумя орденами Ленина, четырьмя золотыми медалями ВДНХ.